# Wardville (Oklahoma)
Wardville est une census-designated place du comté d'Atoka, dans l'État d'Oklahoma, aux États-Unis. En 2020, elle compte une population de 53 habitants.